# Itilochelys rasstrigin
Itilochelys rasstrigin (лат.) — вид ископаемых черепах семейства морских черепах. Единственный представитель рода Itilochelys. Описан из палеоценовых отложений датского яруса по частично сохранившемуся черепу с несочленённой нижней челюстью и первым трём шейным позвонкам. Известны также отдельные зубная и правая плечевая кости.

## Этимология названия
Родовое название дано в честь арабского названия реки Волга, Итиль, и др.-греч. χέλυς, «черепаха». Видовой эпитет дан по местонахождению Расстригин Дубовского района Волгоградской области, из отложений которого он описан.

## Описание
От других морских черепах отличается удлинённым черепом с короткой мордой и глубокой щёчной вырезкой, участием лобной кости в образовании глазного отверстия, отсутствием контакта между предлобной и заглазничной костями, длинным и узким антеровентральным отростком заглазничной кости, расширенным вторичным нёбом, средней длиной сошника на вогнутой растирающей поверхности, по которой проходит глубокая и узкая бороздка, а также отсутствием язычных гребней на нижней челюсти.
Плечевая кость имела промежуточное строение между плезиоморфным состоянием непелагических черепах и продвинутым у кроновых морских черепах, что позволило отнести вид к стволовой группе морских черепах. Авторы статьи воздержались от включения вида в филогенетический анализ до получения дополнительного материала.